# Puccinia kuehnii
Puccinia kuehnii är en svampart som först beskrevs av W. Krüger, och fick sitt nu gällande namn av E.J. Butler 1914. Puccinia kuehnii ingår i släktet Puccinia och familjen Pucciniaceae.   Inga underarter finns listade i Catalogue of Life.